# آگنیوترا
آگنیوترا (به سانسکریت: अग्निहोत्र) نذر دو بار در روز شیر یا روغن حیوانی است که هنگام طلوع و غروب آفتاب بر آتش ریخته می‌شود و فریضه‌ای برای پیروان سنت شراوته محسوب می‌شود.
قدمت این فریضه به دوره ودایی می‌رسد. در آن دوران برهمن‌ها آگنیوترا را همزمان با خواندن ریگ‌ودا انجام می‌دادند. امروزه آگنیوترا در بسیاری از مناطق هند و جنوب آسیا به‌ویژه در نپال صورت می‌گرد.
به باور محققان این فریضه ریشهٔ مشترکی با دیگر اعمال آیینی آتش‌پرستانهٔ هندوایرانی از جمله آیین‌های مشابه ذکر شده در  هفت هات مزدیسنا دارد.